# Завітне (Керченський район)
Заві́тне (до 1945 — Яни́ш-Таки́л, крим. Yanış Taqıl) — село Керченського району Автономної Республіки Крим.

## Пам'ятки
Неподалік від села розташовані залишки Кітея — невеликого, добре укріпленого міста Боспорської держави. Залишки античних поселень IV—II ст. до н. е. знайдено неподалік Завітного, Костиріного, Набережного і Яковенкового.